# جيمي ريب
جيمي ريب (بالإنجليزية: Jimmy Rip)‏ هو منتج أسطوانات وعازف قيثارة وكاتب أغاني أمريكي، ولد في 1956 في نيويورك في الولايات المتحدة.

## وصلات خارجية
- جيمي ريب على موقع ميوزك برينز (الإنجليزية)
- جيمي ريب على موقع أول ميوزيك (الإنجليزية)
- جيمي ريب على موقع ديسكوغز (الإنجليزية)